# Маунд

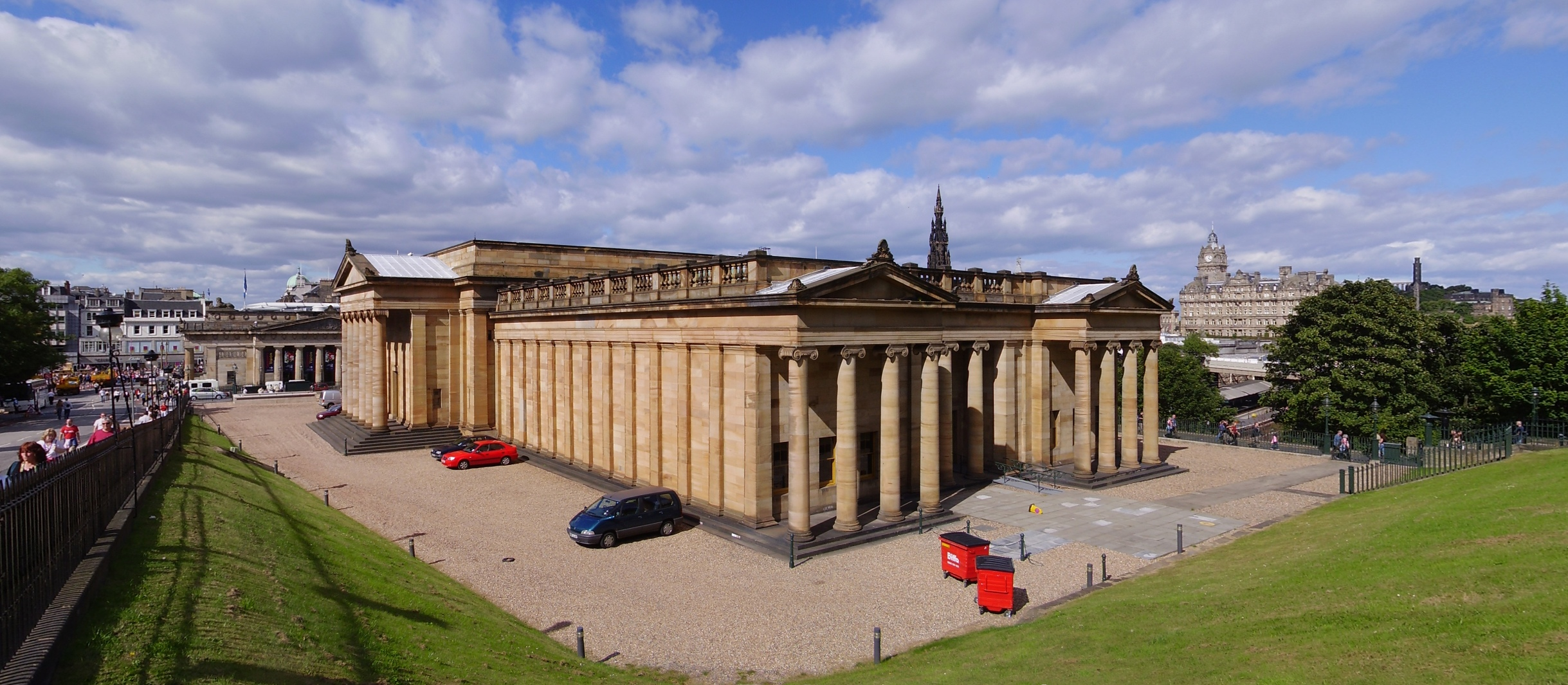
Национальная галерея Шотландии на The Mound

Маунд (англ. The Mound) — искусственный холм в центре Эдинбурга (Шотландия), соединяющий Старый город с Новым.
Холм был возведён в XVIII веке, когда из-за демографических проблем было принято решение о расширении Эдинбурга путём постройки Нового города. Для насыпи использовали 1 501 000 тележек с грунтом, полученным при осушении озера Нор-Лох, на месте которого затем возникли парк Princes Street Gardens и улица Принсес-стрит. The Mound был официально открыт в 1781 году. С появлением железнодорожных станций в осушенной долине и их дальнейшим слиянием в вокзал Эдинбург-Уэверли в 1846 году, под холмом были прорыты туннели, чтобы проложить рельсы в западном направлении.

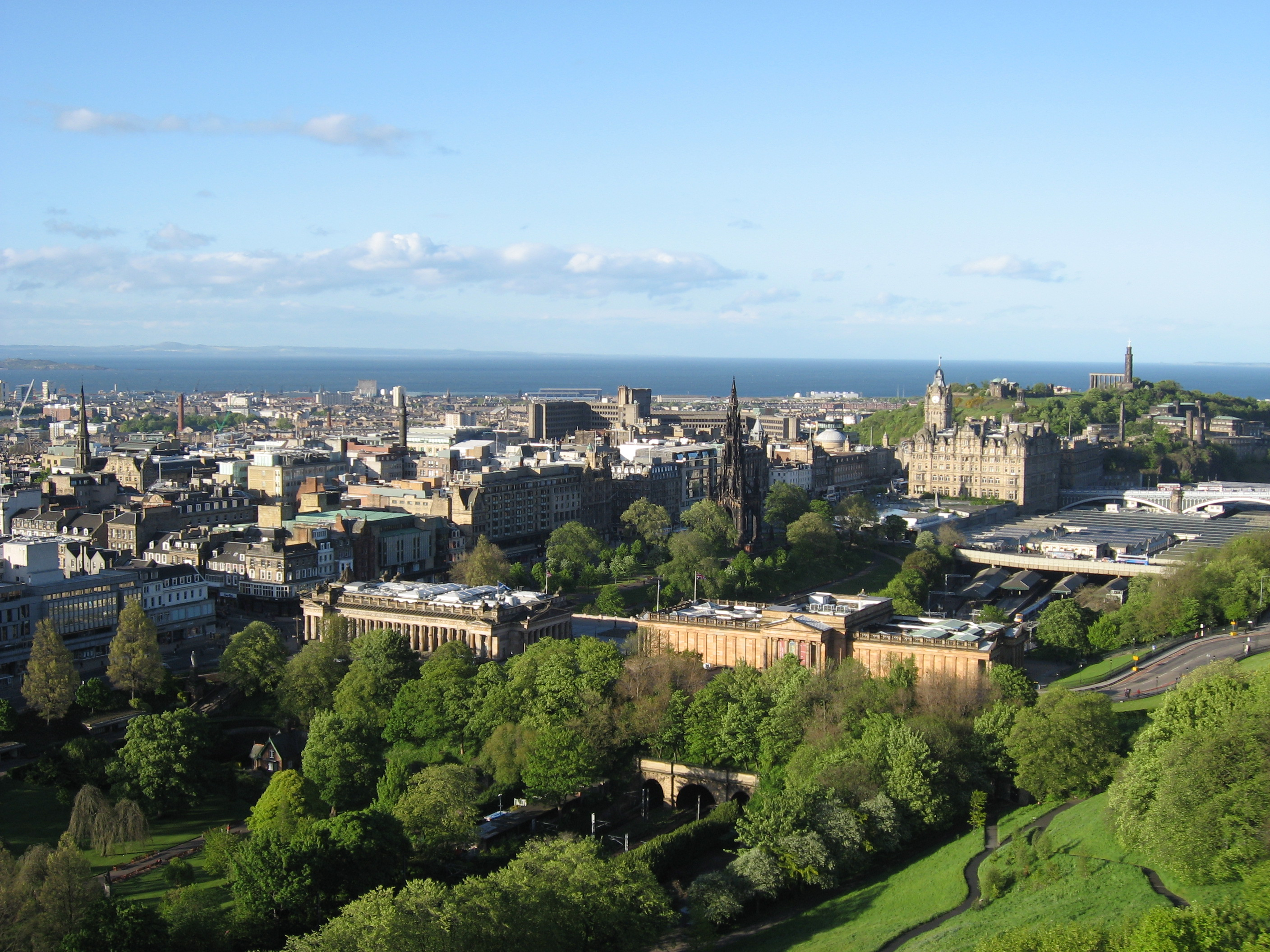
Вид на The Mound (в центре) с Эдинбургского замка

На The Mound находятся такие примечательные здания, как Национальная галерея Шотландии, Королевская Шотландская Академия, New College — теологический факультет Эдинбургского университета, здание Генеральной ассамблеи Церкви Шотландии и штаб-квартира Bank of Scotland.
Одноименная дорога на холме является одной из основных транспортных артерий между Старым и Новым городом, ведущей с Принсес-стрит к Королевской Миле.